# Manfred Doss
 Manfred Otto Doss  (* 2. Juli 1935 in  Planitz; † 18. November 2022 in Marburg) war ein deutscher Mediziner und Forscher. Nach ihm wurde eine seltene Form der Porphyrie, die Doss-Porphyrie benannt.

## Leben und Werk
Nach seinem Studium der Humanmedizin von 1953 bis 1959 an den Universitäten in Jena und Köln begann er seine Karriere nach seiner Flucht aus der DDR mit der Medizinalassistentenzeit in Kölner Kliniken von 1959 bis 1961. Bis 1964 arbeitete er als wissenschaftlicher Assistent am Institut für Physiologische Chemie an der Universität zu Köln, wo er bei Ernst Klenk und Wolfgang Stoffel promovierte.
1964 wurde er an der Medizinischen Universitätsklinikum Gießen und Marburg Stationsarzt und begann seine Facharztausbildung in Laboratoriumsmedizin, die er 1968 abschloss. 1969 folgte die Habilitation für Klinische Biochemie mit dem Thema „Regulation der Porphyrin– und Hämbiosynthese“. Ab 1971 baute er als Professor für Klinische Biochemie eine Abteilung mit dem Schwerpunkt Porphyrieforschung auf.
In den Jahren 1973, 1975 und 1977 organisierte und leitete er internationale Symposien über Porphyrine und Porphyrien in Marburg und Freiburg. Seit 1973 bis zu seiner Emeritierung 2000 war er Direktor des Instituts der Klinischen Biochemie in Marburg und verantwortete das Kompetenz-Zentrum für Porphyriediagnostik und Therapie.

## Porphyrie
Den ersten Kontakt mit Porphyrie-Patienten hatte er 1963 in Marburg, woraufhin ihn das Krankheitsbild nicht mehr losließ, so dass er sich in mehreren Auslandsaufenthalten unter anderem bei Shigeru Sassa am Rockefeller Institute New York und im Labor von Lennox Eales in Kapstadt bis ins Detail damit auseinandersetzte. Im Jahr 1979 gelang ihm die Entdeckung und pathophysiologische Beschreibung einer bis dahin nicht bekannten Form der akuten hepatischen Porphyrien.
In der Folge wurde diese Erkrankung, die auf einem homozygoten/compound heterozygoten Defekt der 5-Aminolävulinsäuredehydratase beruht nach ihm als „Doss-Porphyrie“ benannt. Als einzige rezessiv vererbte, akute Porphyrie imitiert diese Störung sowohl die biochemischen, als auch die klinischen Aspekte einer Blei-Intoxikation und wurde später als weltweit erstes Beispiel einer konformationellen Störung „conformational disease“.
Im Rahmen seiner wissenschaftlichen Laufbahn befasste sich Manfred Doss über einen Zeitraum von fünf Dezennien mit dem Thema spezieller Stoffwechselstörungen, der Porphyrien, und leistete wesentliche, wertvolle Beiträge für die klinische Praxis im Hinblick auf Diagnostik, Therapie und Patientenführung. Er verfasste eine hohe Anzahl an Originalpublikationen und Fallberichten, zudem organisierte und leitete er zahlreiche bedeutende Symposien der internationalen Porphyrie-Gemeinde. Bis zu seinem Tode war er immer auch in der Routinediagnostik ebenso wie als Konsiliarius mit wertvollen Ratschlägen und Informationen präsent und ein fachlich wie persönlich gefragter und geschätzter Ansprechpartner. Trotz wissenschaftlicher Akribie verlor er „seine“ Patienten und deren Lebensqualität nie aus dem Auge. Das von ihm gegründete Marburger Porphyriezentrum führte er bis zum Jahr 2000 und baute es zu einer nationalen wie internationalen Referenzinstitution aus.
Von 1965 bis zum Jahre 2014 wurden in seinem Kompetenzzentrum für Porphyrie mehr als 4.000 akute und chronische Porphyrien diagnostiziert. Die Arbeit dieses Zentrums wird seit seiner Emeritierung im Jahr 2000 in Karlsruhe und Chemnitz fortgeführt und bis zu seinem Tode von Manfred Doss begleitet.

## Mitgliedschaften in wissenschaftlichen Gesellschaften
- Deutsche Gesellschaft für Innere Medizin
- Deutsche Gesellschaft für Verdauungs – und Stoffwechselkrankheiten
- Deutsche Gesellschaft für Naturforscher und Ärzte
- Deutsche Gesellschaft für Klinische Chemie
- Deutsche Gesellschaft für Laboratoriumsmedizin
- European Association for the Study of the Liver

## Forschungsschwerpunkte
- Klinische und experimentelle Porphyrinologie
- Regulation der Porphyrin – und Hämbiosynthese
- Akute und chronische hepatische Porphyrien
- Erythropoetische Porphyrien. Bleiintoxikation
- Einfluß von Pharmaka, Hormonen, und Umweltschadstoffen auf die Porphyrinbiosynthese
- Enzymologische und molekulare Genetik hepatischer Porphyrien
- Diagnostische und therapeutische Strategien bei Porphyrien

## Lehrbuchbeiträge
- M. Doss: Hepatic Porphyiras: Pathobiochemical, diagnostic and therapeutic implications. In: H. Popper, Schaffner (Hrsg.): Progress in Liver Diseases. Vol. VII, Grune & Stratton, New York 1982, S. 573–597.
- M. Doss, U. Stölzel: Krankheiten durch Störungen der Porphyrin- und Hämbiosynthese. In: W. Gerok u. a. (Hrsg.): Die Innere Medizin: Referenzwerk für den Facharzt. 11. Auflage. Schattauer, Stuttgart 2007, S. 1152–1167.